# NGC 606
NGC 606 (другие обозначения — UGC 1126, MCG 3-5-10, ZWG 460.11, IRAS01321+2109, PGC 5874) — спиральная галактика с перемычкой (SBc) в созвездии Рыбы. Открыта Эдуаром Жан-Мари Стефаном в 1881 году. Описание Дрейера: «очень тусклый, довольно маленький объект круглой формы, немного более яркий в середине, пёстрый, но детали неразличимы».
В 2016 году в этой галактике наблюдалась сверхновая типа II. На момент открытия её видимая звёздная величина составляла 17,8m.
Этот объект входит в число перечисленных в оригинальной редакции «Нового общего каталога».